# 严淑媛
严淑媛（？—587年），中国南北朝南朝陈文帝陈蒨的妃嫔，封为淑媛。
严淑媛在南朝梁大宝元年（550年）生陈蒨第三子陈伯山，后来又生陈蒨第六子陈伯恭。祯明元年（587年），严淑媛去世，鄱阳王陈伯山、晋安王陈伯恭为母亲丁忧，去职。后来陈伯山在祯明三年（589年）正月去世，陈伯恭归顺隋朝，入长安为成州刺史、太常卿。